# 鎌田天神社
鎌田天神社（かまたてんじんじゃ）は東京都世田谷区の神社。

## 概要
創建年代は不明である。祭神は菅原道真公であり、神体も束帯姿の道真の坐像である。束帯には道真ゆかりの梅鉢紋が描かれている。
かつては、能筆祈願ということで、神社の扉に筆を吊り下げる風習があったが、現在では絶えている。

## 交通アクセス
- 東急田園都市線・東急大井町線二子玉川駅より徒歩28分。
- 二子玉川駅または成城学園前駅よりバス(東急バス・小田急バス玉07系統など)「鎌田」または二子玉川駅よりバス(東急バス玉04系統など)「天神森橋」下車